# The Cheetah Girls (groep)
The Cheetah Girls is een Amerikaanse meidengroep. De band werd opgericht in 2003 nadat er twee films over de (toen nog fictieve) groep waren uitgekomen. Met hun films The Cheetah Girls en The Cheetah Girls 2: When In Spain werden de meiden erg populair en besloten een groep te gaan vormen. Raven-Symoné deed hier niet aan mee, zij wilde niet dat mensen haar met haar personage in de film zouden gaan vereenzelvigen. Zij was op dat moment ook bezig met haar eigen serie, Thats So Raven, en met een tour.
De band bestaat uit Kiely Williams, Adrienne Bailon en Sabrina Bryan.

## Albums

### The Cheetah Girls
1. Together We Can
2. Girlfriend
3. Cinderella
4. Girl Power
5. End Of The Line
6. Breaktough
7. C'mon
8. Cheetah Sisters

### The Cheetah Girls 2: When In Spain
1. The Party's Just Begun
2. Strut
3. Dance With Me
4. Why Wait
5. A La Nanita Nana
6. Do Your Own Thing
7. It's Over
8. Step Up
9. Amigas Cheetahs
10. Cherish The Moment
11. Cheetah Sisters (Barcelona Mix)
12. Everyone's a Star
13. It's Gonna Be Alright

### The Cheetah Girls 3: One World
1. Cheetah Love
2. Dig a Little Deeper
3. Dance Me If You Can
4. Fly Away
5. Stand Up
6. What If
7. I'm the One
8. No Place Like Us
9. One World
10. Feels Like Love
11. Crazy on the Dance Floor
12. Circle Game

### The Cheetah Girls Cheetah-Licious Christmas
1. Five More Days 'Til Christmas
2. Santa Claus Is Coming To Town
3. Perfect Christmas
4. Cheetah-licious Christmas
5. Marshmallow World
6. Christmas In California
7. No Ordinary Christmas
8. All I Want For Christmas Is You
9. This Christmas
10. I Saw Mommy Kissing Santa Claus
11. The Simple Things
12. Last Christmas
13. Feliz Navidad

### The Cheetah Girls TCG
1. Fuego
2. Uh Oh
3. Human
4. So Bring It On
5. Break Out Of This Box
6. Crash
7. Do No Wrong
8. All In Me
9. Off The Wall
10. Who We Are
11. Homesick